# Ferdinand Laulanié
Ferdinand Laulanié (1850-1906) est un vétérinaire français, professeur de physiologie animale et directeur de l'École nationale vétérinaire de Toulouse.

## Biographie
On se reportera à la publication que Guy Bodin lui a consacrée.

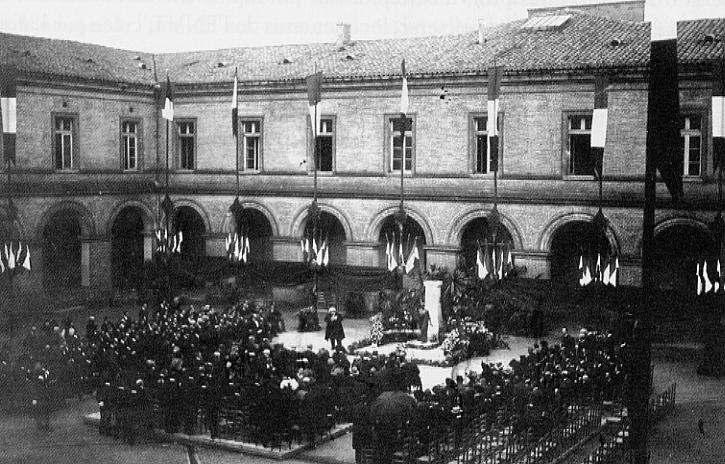
Inauguration en 1911 du monument Laulanié dans la cour d'honneur de l'ancienne école vétérinaire de Toulouse

.

## Œuvre scientifique

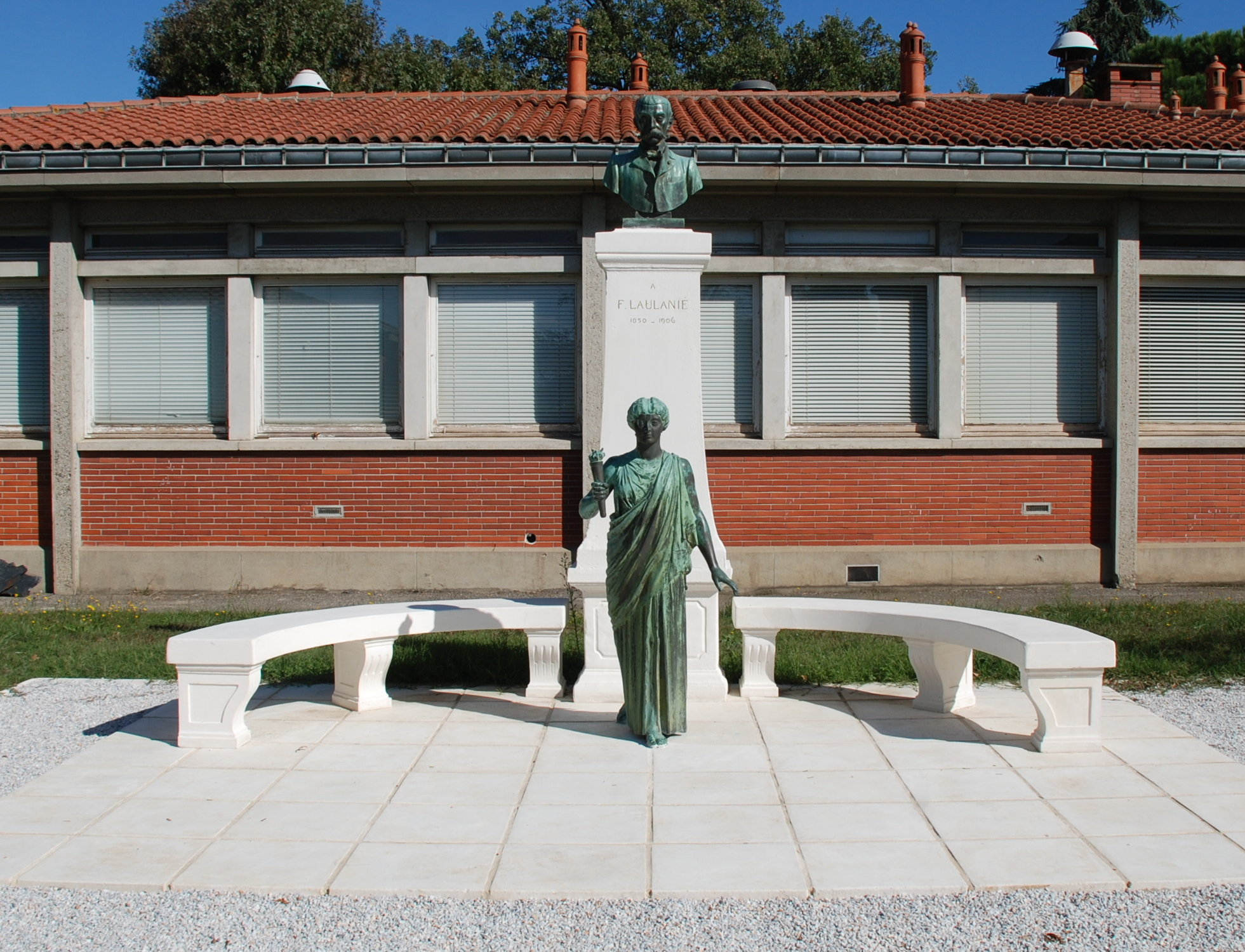
Reconstitution du monument Laulanié sur le modèle originel dans l'actuelle école vétérinaire